# Euopsidius testaceus
Euopsidius testaceus es una especie de coleóptero de la familia Attelabidae.

## Distribución geográfica
Habita en Nueva Guinea.